# 地下鉄に乗るっ
『地下鉄に乗るっ』（ちかてつにのるっ、Get on! Kyoto City Subway）は、京都市交通局「地下鉄・市営バス応援キャラクター」の「太秦萌（うずまさもえ）」「松賀咲（まつがさき）」「小野ミサ（おのみさ）」等を活用した、京都市営地下鉄・バスの利用促進を目的としたプロジェクトの総称である。
2011年、地下鉄・市営バスの増客を目指し、公募職員で立ち上げた「若手職員増客チーム」の「燃え燃えチャレンジ」で生み出されたPRキャラクターを、2013年にリニューアルしたキャンペーンではあるが、発案時より中長期的なブランドイメージ向上を目指した戦略を立案しており、地下鉄利用促進ポスターだけにとどまらず、アニメCMやグッズ、ライトノベル、他団体とのコラボレーションなど、その展開領域を多岐に広げている。

## 歴史

### キャラクターの誕生
京都市営地下鉄は1981年の開業以降順次路線を延長し、2008年の東西線二条～太秦天神川間開通に至るまでの総工費は約8,500億円にも及ぶ。地下鉄の建設費は一般に巨額であるが、東西線の建設がバブル期と重なり建設費用が高騰したことと、工事を進めるたびに遺跡が発見され、その調査に費用と期間を要したこと、そして利用者が想定よりも伸び悩んだことから厳しい経営を余儀なくされていた。市交通局の2008年度決算では、運賃収入で運営費と建設費返済の利子分すら賄えない非常に厳しい財政状態であったことから、財政健全化法に定められた「経営健全化団体」に該当することとなった。
このため京都市は2010年3月、財政健全化法に基づく経営健全化計画を策定。2018年度までに1日あたりの乗客を5万人増加させるという目標を打ち出し、「京都市地下鉄5万人増客推進本部」を2010年4月1日に設置した。その下部組織として京都市職員の有志19名による「若手職員増客チーム」が結成されたのだが、このチームの中で「萌え系」のイベント等を通じて増客を目指した「燃え燃えチャレンジ班」がキャラクターの生みの親である。燃え燃えチャレンジ班は活動を進める中で、2011年4月駅構内における階段利用促進キャンペーンを実施し、その応援キャラクターとして太秦天神川駅にちなんで名づけられた太秦萌と青年キャラクターを生み出しポスターを制作した。なお、青年キャラクターの素性は明らかにされていない。
その後、2011年9月には新たに太秦萌の幼なじみとして松ヶ崎駅にちなんで名づけられた松賀咲と小野駅にちなんだ小野ミサが登場。2011年12月にはキャラクターを利用した磁気カード乗車券も発行された。
2012年1月には、太秦萌の家族として父の太秦太、母の太秦華、姉の太秦麗、叔父の太秦次郎というキャラクターが設定され、それらキャラクターが登場する4コマ漫画が京都市営地下鉄内の車内広告として貼り出されたほか、市バス100周年を記念したラッピング車両のうち1両に太秦萌がデザインされた。2013年1月には太秦萌のFacebookページ開設、各種イベントへの「リアル太秦萌」出演など、キャラクターの露出は徐々に増えていった。

### リファインの成功
それまで若手職員増客チームが中心だったこの取組みであるが、京都市交通局は交通局全体としてキャラクターを活用すべく2013年7月に太秦萌を使用した地下鉄利用促進ポスターのデザインコンペを実施。「太秦萌・松賀咲・小野ミサの3名をリニューアルし、それぞれの身長や体重、性格や趣味といった細かいキャラ設定まで作り込まれたキャラクターとして前面に押し出す」という京都市のデザイン事務所GK京都の提案が採択された。GK京都のデザイナーによってPixivから見い出されたイラストレーター賀茂川のデザインしたキャラクターと「地下鉄に乗るっ」のキャッチコピーがデザインされたポスターはネットを中心に評判となった。以降、このプロジェクトは「地下鉄に乗るっ」と呼ばれることとなる。

### コラボレーションの展開とアニメ制作
詳細は「コラボレーション」「メディア展開」の項も参照
こうして人気を得た本プロジェクトは、その後いくつかの手段で作品世界を広げていくこととなった。その一つが他団体とのコラボレーションである。京都学園大学や京都国際マンガミュージアムとの提携により新たなキャラクターが生み出されるとともに、京都市動物園や二条城といった施設を舞台にしたポスターが制作され、市民が「地下鉄に乗るっ」のキャラクターを目にする機会は徐々に増えていった。もう一つはアニメ制作である。2014年の京まふに合わせて映像制作会社魚雷映蔵によってアニメCMが制作されることとなり、声優コンテスト「声優魂」を通じてメインキャラクター3人および都くんの声優が決定した。この時選ばれた声優4人はいずれも当時現役の中学生～高校生である。当初はアニメCMのほか、いくつかのラジオCM・ラジオ番組への出演が予定されていたのみであったが、「地下鉄に乗るっ」の各種イベントに出演するうちに人気を得てゆき、以降イベントにたびたび出演することとなる。

### 太秦麗のリファイン
2015年10月、京都市営地下鉄は金曜日限定で終電を30分延長するサービス「コトキン・ライナー」を開始。このサービスを広くPRするため、従来から相関図には描かれていた太秦萌の姉である「太秦麗」が起用された。賀茂川によりキャラクターデザインがリファインされたほか、趣味や好物などの細かい設定も追加された。

### クラウドファンディングによるアニメ制作
定期的なポスターの制作や新キャラクターの発表などを通じ「地下鉄に乗るっ」プロジェクトは人気の高まりを見せていたが、交通局の予算は少なく活動には限界があった。また、声優陣もイベントには出演するものの、声優としての新たな活動はない状態が続いていた。そこで魚雷映蔵はクラウドファンディングによる短編アニメーションの制作を企画した。2015年3月18日にプロジェクトを開始したところ、2時間で目標金額の100万円を集め、最終金額は1,000万円を突破するなど大きな反響があった。このニュースはネットでも話題となり、プロジェクトの知名度が上がるきっかけとなった。なお、アニメ制作を機に太秦麗のオーディションも開催され、同年9月の京まふで竹村かなの選出が発表された。

### 男子キャラクターの追加
「地下鉄に乗るっ」プロジェクトにおいてリファインされたキャラクターは当初女性のみであったが、男性キャラクターの追加も当初より検討されていた。その動きが具体化したのは2016年5月、京都学園大学（現：京都先端科学大学）で開催された「地下鉄の日」イベントである。この際、追加される男性キャラクターの候補として3人のラフ画が公開され、来場者による人気投票が実施された。同年9月の京まふでは追加キャラクターとして十条タケルと小野陵の2名が発表され、ポスターや磁気カードが制作された。

### 東京進出と声優陣の任期終了
2017年5月、完成をみた短編アニメーションの試写会が京都市内で行われたが、クラウドファンディングの出資が関東からも多く集まったことに応え、同年8月に東京都内でも試写会が開催されることとなった。「地下鉄に乗るっ」プロジェクトの単独イベントが東京で開かれるのはこれが初めてのことである。一方、同年9月の京まふでは、短編アニメーションが完成したこの年度限りで声優陣の任期が終了することが発表された。
一方、本プロジェクトのきっかけとなった地下鉄5万人増客の目標についても、観光客の大幅な増加や沿線への施設誘致、駅ナカビジネスの拡充などの効果が加わった結果2016年度末時点で前倒し達成し、1日あたりの利用客数が379,000人となったことが2017年5月に発表されており、プロジェクトは区切りを迎えることとなった。

### 「地下鉄男子」コンテンツの展開
女性キャラクターについては声優陣の任期終了後もコラボポスターに代表されるグッズが定期的に制作されていた一方、男性キャラクターについては2016年の誕生以降あまり活用されない状態が続いていた。2017年には声優オーディションが開催されたが、応募者が集まらず該当者なしという結果に終わっていた。そこで魚雷映蔵は2018年8月再度クラウドファンディングの募集を開始し、男性キャラクター2名を「地下鉄男子」として活動の幅を広げるべく、オーディションを再実施しアニメを制作することを企画した。このクラウドファンディングも当初目標額の3倍以上の資金を集める成功を収めた。
2019年の京まふでは、「声優魂in京まふ2019」オーディションにより選ばれた太秦萌、松賀咲、小野ミサ、太秦麗の2代目声優が発表され、既に就任していた地下鉄男子の声優2名とともに委嘱式が行われた。

### コロナ禍における展開
2020年、新型コロナウィルス感染症の流行により従来のようなイベント開催が難しくなる事態となった。例年5月29日の「地下鉄の日」に合わせて開催されている販売会もオンライン開催となり、9月の京まふも開催はされたものの毎年行われていたステージイベントは中止となった。ポスター企画に関しても、不要不急の外出自粛を呼びかける交通事業者としては異例のポスター「お家にいるっ」が作成された。コロナ禍による運賃収入減は京都市交通局の経営を直撃し、早急な経営の立て直しが求められる中2021年9月には当月末をもって男子声優および2代目女子声優の契約を終了することが発表された。また、経営計画策定のための組織改正により2021年4月には高速鉄道部営業課から企画総務部営業推進課の管轄となった。
一方、2021年には新たなポスターシリーズとして「日常シリーズ」の制作が開始された。また、太秦萌・松賀咲・小野ミサの3名が登場してから10周年となることから9月の京まふに合わせて大木ハルミによる10周年タイアップソング『待ち合わせ』が制作されたほか、京都市交通局にとどまらず京都市の各事業全般で活用することを目的とした広報キャラクター京乃つかさが世界に加わった。
交通局の経営状況は厳しさを増し、2022年3月に『京都市交通局市バス・地下鉄事業経営ビジョン』が策定されると緊縮財政の傾向はより強まり、新規ポスターはほとんど作成されず2022年の京まふでも「地下鉄に乗るっ」のステージイベントは実施されないなど、活動は縮小傾向となった。そんな中2022年6月に交通局は公式Webサイトに「まぢピンチ」「それな」というセリフとともに太秦萌らキャラクターを頭身が低い「ちびキャラ」としてデフォルメして描いたイラストを掲載した。このイラストは交通局職員が描いたもので、製作費が抑えられることもあって以降も経営状況の発信や2023年4月に開始されたICポイントサービス「もえポっ」のPR、LINEスタンプなどに活用され続けている。

## キャラクター表現の特徴
元のキャラクターデザインは、市職員の家族によるものでリニューアルする前から名前や容姿は出来上がっていた。2013年のGK京都によるリファインのコンセプトは、「萌え」に媚びることなく多くの人に受け入れられるようにし、古都京都の光景にマッチするようなキャラクターとして位置付け、3人のキャラクターがリファインされた。その際に改めて各キャラクターの性格や衣装などの設定を練り直し、リファインのコンセプトを表現出来るイラストレーターとして賀茂川を起用。ポスターデザインはGK京都が担当し、製作されたポスターはTwitter上を中心に好評で、反対意見はほとんど出なかった。

## 登場キャラクター
主要キャラクターの名前は駅名にちなんだもので、その駅のあるエリアに住んでいるという設定になっている。キャラクターの設定については不定期に開催される公式二次創作イベント「ちかつくっ」や「『地下鉄に乗るっ』4コママンガ大賞」などの募集にあたって資料が公開されることがあり、本項の記述はそれに従っている。
太秦 萌（うずまさ もえ）
声 - 長谷川奈々（2014年～2018年）、谷誠菜（2019年～）
京都市内在住の高校二年生。住まいは太秦天神川駅エリア。高校は北山駅が最寄り。カメラが趣味。髪は茶髪でハーフアップ。
誕生日：6月11日
血液型：O型
年齢：17歳
身長：158cm
体重：47kg
松賀 咲（まつが さき）
声 - 塚田悠衣（2014年～2018年）、長家美琴（2019年～）
京都市内在住の高校二年生。住まいは松ヶ崎駅エリア。高校は丸太町駅が最寄り。太秦萌の幼なじみで、陸上部に所属。髪は金髪ショートで、軽く内向きにカールしている。
誕生日：6月3日
血液型：B型
年齢：17歳
身長：165cm
体重：47kg
小野 ミサ（おの みさ）
声 - 谷掛未森（2014年～2018年）、新田彩音（2019年～）
京都市内在住の高校二年生。住まいは小野駅エリア。高校は今出川駅が最寄り。太秦萌の幼なじみで、軽音部に所属しギターを担当。髪は黒髪ツインテールで、前髪はパッツン。赤いアンダーリムの眼鏡を着用している。
誕生日：10月12日
血液型：A型
年齢：17歳
身長：154cm
体重：46kg
太秦 麗（うずまさ れい）
声 - 竹村かな（2016年～2018年）、松河鈴奈（2019年～）
京都市内在住の学芸員。太秦萌の姉。住まいは太秦天神川駅エリア。職場の最寄りは東山駅である。日本酒と漬物が好き。髪は黒髪でロング。
誕生日：1月16日
血液型：B型
年齢：25歳
身長：162cm
体重：48kg
小野 陵（おの りょう）
声 - 結城光生
京都市内在住の大学生。小野ミサの兄。住まいは小野駅エリア。国際会館駅が最寄りの大学でデザインの勉強をしている。烏丸ミユと同じ大学だが、学部は異なる。デジタルガジェットに精通。髪は黒髪でやや長め。ハーフリムの眼鏡を着用。
誕生日：8月15日
血液型：A型
年齢：21歳
身長：173cm
体重：60kg
十条 タケル（じゅうじょう たける）
声 - 湯浅開登
京都市内在住のパン職人見習い。住まいは十条駅エリア。小野陵とは高校時代の同級生で、無二の親友。髪は茶色で短髪。
誕生日：6月11日
血液型：O型
年齢：21歳
身長：185cm
体重：78kg
都くん（みやこくん）
声 - 大久保照子（2014年～2018年）、松河鈴奈（2020年～）
京都市営地下鉄のマスコット。東西線を走る50系電車とモグラをモチーフにしている。京都市交通局の制帽を着用している。
誕生日（製造日）：5月29日
京ちゃん（きょうちゃん）
声 - 大久保照子
京都市バスのマスコット。京都市バスの車輌をモチーフにしている。京都市の花の一つであるツバキの花をつけている。
誕生日（製造日）：5月10日
太秦 その（うずまさ その）
声 - 戸松遥
京都先端科学大学に通う大学2年生。住まいは太秦天神川駅エリア。太秦萌の従姉。茶道部に所属。髪は明るい茶色でボブ。
誕生日：5月15日
血液型：A型
年齢：20歳
烏丸 ミユ（からすま みゆ）
京都市内在住の大学3年生。住まいは烏丸御池駅エリア。アメリカ・フランスの帰国子女で、国内外・新旧問わずマンガが大好き。京都国際マンガミュージアム周辺に住んでいるが、烏丸御池の近くにある祖父の神社に巫女として手伝いに行っている。小野陵と同じ大学に通っている。ペン先のような髪型が特徴。
『京・ガールズデイズ ～太秦萌の九十九戯曲～』には2巻から登場。マンガミュージアムを舞台に肝試しを企画。太秦荘ダイアリーでは1巻から登場し、2巻では小野陵、十条タケルとの関係が語られる。
誕生日：11月25日
血液型：A型
年齢：21歳
身長：163cm
体重：52kg
伊勢 京香（いせ きょうか）
ジェイアール京都伊勢丹のアシスタントバイヤー。太秦麗の飲み友達。イギリスからの帰国子女。野菜づくりが趣味。髪は赤っぽい内巻きボブ。
誕生日：9月11日
血液型：A型
年齢：28歳
身長：163cm
体重：48kg
四条 みやび（しじょう みやび）
大丸京都店の広報担当。住まいは今出川駅エリアで、実家暮らし。みやびの母と太秦萌の母（太秦華）とは茶飲み友達かつ師弟。あんこにうるさい。大きめのウェリントン眼鏡を着用。髪はショート。
誕生日：10月1日
年齢：29歳
身長：162cm
北山 駆（きたやま かける）
京都市消防局の特別高度救助隊員。住まいは北山駅エリア。階級は消防司令補。ラーメンが好きだが猫舌。実家ではボーダー・コリーを飼っている。髪は茶色で短髪。
誕生日：11月9日
血液型：O型
年齢：28歳
身長：177cm
体重：70kg
二条 葵（にじょう あおい）
京都市消防局の消防隊員。住まいは二条駅エリア。階級は消防士長。うどんの出汁にうるさい。髪は赤っぽく、編み込んでいる。
誕生日：3月7日
血液型：A型
年齢：22歳
身長：167cm
体重：54kg
京乃 つかさ（きょうの つかさ）
京都市内在住の大学3年生。住まいは京都市役所前駅エリア。今出川駅が最寄りの大学に通っている。カメラやアニメ、特撮、ゆるキャラが好き。自転車が苦手。髪は銀髪で、紫のインナーカラーを入れている。
誕生日：10月15日
血液型：O型
年齢：20歳
身長：163cm
以下のキャラクターはリファインされていない。
太秦 太（うずまさ ふとし）
太秦萌の父。50歳。
太秦 華（うずまさ はな）
太秦萌の母。45歳。
太秦 次郎（うずまさ じろう）
太秦萌の叔父、太の弟。太秦そのの父。45歳。

## コラボレーション

### キャラクター
一部の団体とコラボレーションをするにあたり京都市交通局のキャラクターと設定上のつながりを持つキャラクターを生み出し、コンテンツの世界を広げている。

#### 京都学園大学（現：京都先端科学大学）
2014年4月、京都学園大学と京都市交通局は地域活性化と公共交通の利用促進に関する連携協定を締結した。それに伴い、太秦萌の従姉妹として「太秦その」が設定された。

#### 京都国際マンガミュージアム
2014年9月、京都国際マンガミュージアムと京都市営地下鉄の双方の増客を目指し、「烏丸ミユ」が誕生した。

#### ジェイアール京都伊勢丹
2017年5月、ジェイアール京都伊勢丹内に期間限定で「太秦萌カフェ」が開設されたことにあわせ、ジェイアール京都伊勢丹をイメージしたキャラクター「伊勢京香」が誕生した。

#### 京都市消防局
第47回全国消防救助技術大会が京都で開催されるのを契機として、2017年9月 京都市消防局のキャラクター「北山駆」が発表された。大会は台風の接近に伴い中止となったものの、その後2018年11月に発表された後輩キャラクター「二条葵」とともに京都市消防局の公式キャラクターとして活用されている。

#### 大丸京都店
2018年11月、市バス・地下鉄を利用した大丸京都店への来店の促進のため、キャラクター「四条みやび」が発表された。

### 沿線施設
地下鉄及び市バス路線沿線の活性化を通じて公共交通の利用促進を図るため、沿線施設とのコラボレーション企画を2014年度以降毎年実施している。主に沿線施設を背景としたポスターの制作および掲出、沿線施設の利用者へのポスタープレゼントなどを内容としている。

#### 2014年度
- 2014年8月、京都市動物園とのコラボを実施[43]。太秦萌・松賀咲・小野ミサの三人娘が登場するポスター、磁気カード、クリアファイルが制作された。
- 2014年11月、二条城とのコラボを実施[44]。三人娘が登場するポスター、磁気カードが制作された。
- 2015年2月、京都国際マンガミュージアムとのコラボを実施[45]。三人娘と烏丸ミユが登場するポスター、磁気カード、クリアファイルが制作された。

#### 2015年度
この年はSeason 2という文言が入り、「地下鉄に乗るっ」のロゴもやや異なるデザインとなっている。また第1期と異なり、特定のキャラクター1人が登場するポスターデザインとなっている。
- 2015年7月、京都文化博物館とのコラボを実施[46]。太秦萌をメインに据えたポスター、磁気カードが制作された。
- 2015年10月、京都コンサートホールとのコラボを実施[47]。松賀咲をメインに据えたポスター、磁気カードが制作された。
- 2016年1月、ロームシアター京都とのコラボを実施[48]。小野ミサをメインに据えたポスター、磁気カードが制作された。

#### 2016年度
この年はコラボという位置づけでの企画はなかった。

#### 2017年度
それまで制服姿が基本だった三人娘の私服がデザインされたシーズンとなった。
- 2017年9月、無鄰庵とのコラボを実施[49]。松賀咲をメインに据えたポスター、クリアファイルが制作された。
- 2017年11月、京都府立植物園とのコラボを実施[50]。小野ミサをメインに据えたポスター、クリアファイルが制作された。
- 2018年3月、山科疏水とのコラボを実施。太秦萌をメインに据えたポスター、クリアファイルが制作された。

#### 2018年度
- 2018年8月、三条会商店街とのコラボを実施[51]。太秦萌をメインに据えたポスター、クリアファイルが制作された。
- 2018年11月、月桂冠大倉記念館とのコラボを実施[52]。太秦麗をメインに据えたポスター、クリアファイルが制作された。
- 2019年2月、上七軒歌舞練場とのコラボを実施[53]。松賀咲・小野ミサの2人が登場するポスター、クリアファイルが制作された。
- 2019年3月、京都・高雄活性化プロジェクトとのコラボを実施[54]。太秦萌・太秦麗・太秦そのの3人が登場するポスター、クリアファイルが制作された。背景は「京都・高雄フォトコンテスト」にて「太秦萌賞」を受賞した写真がベースになっている。

#### 2019年度
- 2019年8月、大原地域とのコラボを実施[55]。小野陵・十条タケルをメインに据えたポスターが制作された。

#### 2020年度
- 2020年7月、京都市京セラ美術館とのコラボを実施[56]。同年リニューアルオープンした同館をバックに三人娘が登場するポスターが制作された。

### ゲーム

#### ステーションメモリーズ!
ゲーム『ステーションメモリーズ!』と「地下鉄に乗るっ」はともに賀茂川を起用しているというつながりがあったが、2016年に実施された短編アニメーション制作のクラウドファンディングへの支援をきっかけとして関係を強化。2016年9月12日よりゲーム内でスタンプラリーイベント「地下鉄に乗るっ×駅メモ！」が開催された。2017年5月26日からは第2弾イベントが開催され、太秦萌がスペシャルでんことして登場するとともにコラボデザインの磁気カードが発売された。2017年9月には松賀咲・小野ミサのでんこも登場。さらに2018年9月14日からは第3弾イベントが開催され、新たに太秦麗・烏丸ミユのでんこも追加された。
ゲーム内での各でんこの能力についてはステーションメモリーズ!#登場キャラクターを参照。

#### にゃんこ大戦争
2018年5月10日より、ゲーム『にゃんこ大戦争』とのコラボイベントが開催され、限定キャラクターとして太秦萌&ネコ・松賀咲&ネコ・小野ミサ&ネコ・太秦麗&ネコの各キャラクターがゲーム内に登場。スタンプラリーやグッズ販売等も行われた。

#### 京刀のナユタ
2019年1月24日より、ゲーム『京刀のナユタ』内で烏丸ミユが刀使いとして登場。仲間のメミューレイ、紫の風呂敷を被った猫又と共に戦う。

### 漫画

#### 『おこしやす、ちとせちゃん』（夏目靫子）
作中2話にわたり太秦萌ら「地下鉄に乗るっ」のキャラクターが登場し、ちとせちゃんと触れあうストーリーが展開されている。2017年「BE・LOVE」15号・16号に掲載された後、単行本第3巻に収録された。また、これに合わせてスタンプラリーや磁気カードの発売も実施された。

#### 『であいもん』（浅野りん）
主人公の一果や和と太秦萌ら「地下鉄に乗るっ」のキャラクターが出会うスピンオフストーリーが書き下ろされ、単行本第6巻に収録された。

## メディア展開

### アニメーションCM
2014年に開催された「京まふ（京都国際マンガアニメフェア）」にて開催された声優オーディションにて、メインの3人キャラとマスコットである都くんの声優が決定し、アニメCMが制作された。このCMは当時京都を拠点にしていた映像制作会社の魚雷映蔵（）が担当し、イラストレーターの賀茂川と同様に、SNS上での繋がりから制作を行うこととなった。アニメの主題歌はシンガーソングライターの大木ハルミ「sakura」。2015年にはアニメCMの第二弾が発表されている。

### 短編アニメーション
2016年3月、魚雷映蔵はクラウドファンディングによる短編アニメーションの制作を企画し、最終的には当初目標の10倍となる1,000万円以上の出資を達成した。当初は同年9月の京まふにて発表する予定であったが、製作の遅れにより2017年の5月およそ12分の短編アニメーションが完成した。京都市内や東京都内で試写会が行われたほか、2017年12月には京都市内の映画館で一般公開が行われた。主題歌は大木ハルミによる「光線」。2018年にYouTubeで公開された。

#### スタッフ
- 企画・制作 : 魚雷映蔵
- 監修 : GK京都
- 演出・作画監督：鷲田敏弥
- 動画・仕上げ・色検査指定：Big Owl
- テクスチャ―デザイン：佐藤昂亮
- 撮影監督：館信一郎
- 背景：キューン・プラント
- 美術監督：中久木孝将
- レイアウトディレクター：草間徹也
- 美術設定：中尾陽子
- 美術補佐：池田裕輔（スタジオSuuuu）
- 美術：石高友里絵・スタジオSuuuu
- アニメーション制作協力：EKACHI EPILKA
- 協力：磯貝直紀、毛利伸也、木下忠、MONOOTO STUDIO、Art Pool Records
- アニメーションキャラクターデザイン・絵コンテ：松島慎太郎
- プロデューサー：佐野リヨウタ
- キャラクターデザイン : 賀茂川
- アニメーション制作 : 魚雷映蔵
- 協力：京都市交通局

### ノベライズ
講談社より幹（）執筆によるライトノベル『「地下鉄に乗るっ」シリーズ 京・ガールズデイズ ～太秦萌の九十九戯曲～』（講談社ラノベ文庫）シリーズが発売されている。
また、双葉社より望月麻衣執筆によるキャラクターミステリー「太秦荘ダイアリー」（双葉文庫）シリーズが発売されている。
いずれもキャラクターの基本設定のみを共有したパラレルワールドとしての物語となっている。

### フィギュア
太秦萌のフィギュアを原型師のBOMEが原型から塗装まで含めた制作を行う海洋堂のブランドの「BOME EDITION」より2017年に限定6体で発売した。

## 書誌情報
- 幹『「地下鉄に乗るっ」シリーズ　京・ガールズデイズ1　～太秦萌の九十九戯曲～』賀茂川（イラスト）、講談社ラノベ文庫、2015年9月2日。ISBN 978-4-063-81489-7。
- 幹『「地下鉄に乗るっ」シリーズ　京・ガールズデイズ2　～太秦萌の九十九戯曲～』賀茂川（イラスト）、講談社ラノベ文庫、2016年9月2日。ISBN 978-4-063-81553-5。
- 望月麻衣『太秦荘ダイアリー』賀茂川（イラスト）、双葉文庫、2018年9月13日。ISBN 978-4-575-52150-4。
- 望月麻衣『太秦荘ダイアリー2 三人娘、探偵になるっ！』魚雷映蔵（イラスト）、双葉文庫、2019年4月11日。ISBN 978-4-575-52202-0。
- 望月麻衣『太秦荘ダイアリー3 夏の日のアオハル』魚雷映蔵（イラスト）、双葉文庫、2019年9月12日。ISBN 978-4-575-52264-8。